# Roman Suchecki
Roman Suchecki (ur. 11 marca 1933 w Lipsku, zm. 10 stycznia 2003 w Gdańsku) – muzyk, wiolonczelista, solista i kameralista, pedagog, profesor zwyczajny sztuk muzycznych, pierwszy rektor Akademii Muzycznej im. Feliksa Nowowiejskiego w Bydgoszczy. 

## Życiorys
Urodził się w 1933 w Lipsku. Był synem muzyków: Marty i Brunona Sucheckich. Jego pierwszą nauczycielką muzyki (gry na skrzypcach) była jego matka Marta Suchecka. W 1935 wraz z rodzicami przeniósł się do Polski w okolice Złotowa, a w 1939 do Bydgoszczy. Grał na skrzypcach swego ojca, który został aresztowany przez gestapo i stracony w 1940 w obozie koncentracyjnym w Stutthofie. 
W 1945 zaczął naukę gry na wiolonczeli. Od najmłodszych lat grał z rówieśnikami w zespołach dwu-, trzy- i czteroosobowych; potem zaczął pracować w zespołach orkiestrowych, które powstały w mieście przy różnych instytucjach. Uzyskał dyplom Średniej Szkoły Muzycznej w Bydgoszczy, w klasie Zdzisławy Wojciechowskiej (1952), maturę zaś otrzymał w Liceum im. M. Kopernika w 1951.
Studiował w klasie wiolonczeli prof. Kazimierza Wiłkomirskiego w Państwowej Wyższej Szkole Muzycznej w Sopocie, którą ukończył w 1956 z tytułem magistra sztuki. W latach 1960–1961 i w 1964 odbył studia uzupełniające w Konserwatorium im. Piotra Czajkowskiego w Moskwie, w klasie Mstisława Rostropowicza i Siergieja Szyrynskiego. W latach 1956 i 1963 był laureatem ogólnopolskich konkursów wiolonczelowych. Od 1954 mieszkał w Gdańsku. W macierzystej uczelni w Sopocie został mianowany na stanowisko adiunkta po przewodzie kwalifikacyjnym I stopnia w 1958. W 1964 uzyskał tytuł docenta, a w 1984 – profesora, a w 1991 – profesora zwyczajnego. Pracował również jako muzyk instrumentalista na Wydziale Instrumentalnym Wyższej Szkoły Muzycznej w Poznaniu (1963–1972). 
W 1980 został mianowany przez Ministra Kultury i Sztuki pierwszym rektorem nowo powstałej Państwowej Wyższej Szkoły Muzycznej im. Feliksa Nowowiejskiego w Bydgoszczy. Tutaj dwukrotnie został wybrany rektorem tej uczelni (1981–1987). Za jego kadencji adaptowano i wybudowano kompleks dydaktyczno-mieszkalny wraz z salą koncertową przy ul. Staszica. Jako rektor zbudował struktury organizacyjne uczelni bydgoskiej, która jako czterowydziałowa placówka spełniła wymogi uczelni akademickiej. W uczelni tej prowadził także klasę wiolonczeli i muzyki kameralnej; a od 1982 – funkcję kierownika Katedry Instrumentów Smyczkowych i Kameralistyki.
Zmarł nagle 10 stycznia 2003 w Gdańsku i tam został pochowany w grobowcu rodzinnym na Srebrzysku.

### Działalność artystyczna i naukowa
Jego praca artystyczna w charakterze muzyka rozpoczęła się w 1947 w Bydgoszczy, w Pomorskiej Orkiestrze Symfonicznej. W latach 1950–1954 grał również w Orkiestrze Symfonicznej Polskiego Radia w Bydgoszczy, pod dyrekcją Arnolda Rezlera. Pełnił także funkcję koncertmistrza wiolonczeli w orkiestrach operowych i symfonicznych Poznania (1955) i Gdańska (1955–1961). Od 1954 współpracował z Orkiestrą Symfoniczną Filharmonii Pomorskiej w Bydgoszczy, a od 1964 był I koncertmistrzem Filharmonii Poznańskiej. Działalność koncertową prowadził nieprzerwanie od 1951 do 1983. Jako solista występował w zasadzie ze wszystkimi orkiestrami symfonicznymi w Polsce. Był współwykonawcą licznych koncertów kameralnych i recitali. Dokonał około 140 prawykonań muzyki kompozytorów polskich i zagranicznych. Był jurorem polskich i międzynarodowych konkursów wiolonczelowych oraz autorem licznych artykułów i prac, m.in. monografii „Wiolonczela od A do Z”, a także opracowań i transkrypcji utworów muzycznych.
Tworzył przez wiele lat duet z żoną Krystyną (1931–2020), pianistką, również pedagogiem muzycznym (z tytułem profesora) na uczelniach Gdańska i Bydgoszczy. Wspólnie wykonywali szereg prawykonań utworów współczesnych kompozytorów polskich i zagranicznych. Ze skrzypkiem Tadeuszem Kochańskim występowali także jako Trio SPAM, po pewnym czasie Kochańskiego w zespole zastąpiła córka Sucheckich, skrzypaczka Magdalena.